# 圣华金 (加利福尼亚州)
圣华金（英文：San Joaquin），是美国加利福尼亚州弗雷斯诺县下属的一座城市。建市于1920年2月14日，面积大约为1.15平方英里（3平方公里）。根据2010年美国人口普查，该市有人口4,001人。